# 킬로바이트
| 바이트 크기     | 바이트 크기  | 바이트 크기 | 바이트 크기 | 바이트 크기        | 바이트 크기 |
| SI 접두어       | SI 접두어    | 전통적 용법 | 전통적 용법 | 이진 접두어        | 이진 접두어 |
| 기호(이름)      | 값           | 기호        | 값          | 기호(이름)         | V값         |
| --------------- | ------------ | ----------- | ----------- | ------------------ | ----------- |
| kB (킬로바이트) | 10001 = 103  | KB          | 10241 = 210 | KiB (키비바이트)   | 210         |
| MB (메가바이트) | 10002 = 106  | MB          | 10242 = 220 | MiB (메비바이트)   | 220         |
| GB (기가바이트) | 10003 = 109  | GB          | 10243 = 230 | GiB (기비바이트)   | 230         |
| TB (테라바이트) | 10004 = 1012 | TB          | 10244 = 240 | TiB (테비바이트)   | 240         |
| PB (페타바이트) | 10005 = 1015 | PB          | 10245 = 250 | PiB (페비바이트)   | 250         |
| EB (엑사바이트) | 10006 = 1018 | EB          | 10246 = 260 | EiB (엑스비바이트) | 260         |
| ZB (제타바이트) | 10007 = 1021 | ZB          | 10247 = 270 | ZiB (제비바이트)   | 270         |
| YB (요타바이트) | 10008 = 1024 | YB          | 10248 = 280 | YiB (요비바이트)   | 280         |

킬로바이트(kilobyte)는 1000바이트, 혹은 1024바이트를 뜻하는 정보의 단위이다. 1000을 나타내는 SI 접두어 킬로에서 왔다. 일반적으로 KB, kB, Kbyte, kbyte 등으로 표시한다.

## 애매한 크기
이진수를 기반으로 하는 컴퓨터 시스템 특성 상, 2의 거듭제곱 형태의 크기가 많이 쓰이고, 마침 210이 1000과 비슷한 크기여서 1024 바이트를 나타내는데 1000을 뜻하는 SI 접두어를 빌려 "킬로바이트"라고 적었다. 컴퓨터가 널리 보급되면서 "킬로"라는 SI 접두어의 잘못된 사용은 컴퓨터 전문가 사이의 전문 용어가 되어 퍼졌으며, 다양한 혼란을 만들었다.
어떤 사람은 SI 접두어 k의 크기와 구별하기 위해서 대문자 접두어 K를 사용해야 한다고 제안했으며, 공식적인 권고안은 아니지만 일반적으로 행해지고 있다. 그러나 K가 온도의 단위인 캘빈의 기호와 중복되는 것에 문제가 있다. 그러나, 접두어 m과 M은 이미 "천분의 1"과 "백만"을 나타내는 접두어로 이미 쓰이고 있었기에, 상위의 접두어에 이 규칙을 확장하여 적용할 수는 없었다.
그러므로 이런 접두어는 상황에 따라서 십진값(1000의 거듭제곱)이나 이진값(1024의 거듭제곱)에 모두 사용되었다.
- 1024 바이트(210 바이트): 이 정의는 컴퓨터 메모리나 2의 거듭제곱이 쓰이는 저장 장치의 크기에 사용된다. 대부분의 소프트웨어에서 저장 장치의 크기를 이 단위로 사용된다. 이 정의는 SI 표준( 3.1 장 가장자리 주석)에 의하여 빠르게 금지되었고, 대부분 표준화 단체는 키비바이트 (KiB)라는 새로운 용어로 변경을 추천하였다. 비록 "키비바이트"라는 용어는 거의 사용되지는 않지만, 정밀도가 필요한 비트토렌트나 리눅스 커널같은 소프트웨어에서 조금씩 채택하기 시작하였다.

- 1000 바이트(103 바이트): 이 정의는 SI 접두어와 일치되며 IEC, IEEE, ISO 같은 국제 표준화 단체에서는 "kB"라는 약자와 함께 이 정의를 사용하도록 추천하고 있다. 1024 정의의 압도적 인기는 "킬로 바이트"를 1000으로 사용한 사람이 혼란을 일으키는 원인이 되고 있다. 그러나 이것은 2의 거듭제곱에 기반을 두지 않은 데이터 통신 등에서는 킬로바이트는 1000 바이트를 뜻하는 경우가 일반적이다.

## 같이 보기
- 메가바이트
- 키비바이트
- SI 접두어
- 이진 접두어
- 바이트
- 킬로비트